# 氯乙醛
氯乙醛是一种有机化合物，结构式ClCH2CHO。它是无色具刺鼻辛辣气味的液体，也是强亲电试剂和危险的烷基化试剂。氯乙醛通常不以无水物存在，而是以半缩水合醛(ClCH2CH(OH))2O形式存在。它可用于有机合成。
氯乙醛是抗肿瘤药异环磷酰胺的代谢产物，被认为是异环磷酰胺某些毒性的来源。氯乙醛也是氯乙烯和1,2-二氯乙烷的代谢产物。它会腐蚀粘膜及刺激眼睛、皮肤和呼吸道。

## 制备
把乙醛或三聚乙醛氯化能得到氯乙醛。反应也会产生二氯乙醛和三氯乙醛，而这三者都是乙烯通过瓦克尔法转化成乙醛时产生的副产物。无水氯乙醛可由高碘酸盐氧化3-氯-1,2-丙二醇而成。氯乙醛还能通过氯乙烯和氯水的反应产生：
ClCH=CH2 + Cl2 + H2O → ClCH2CHO + 2 HCl
除此之外，氯乙醛还可以通过一氯代碳酸乙烯酯的分解产生。

## 反应
无水氯乙醛在室温下容易聚合成三聚体、四聚体或多聚体。氯乙醛也会和水反应，生成缩醛半水合物1,1'-二羟基-2,2'-二氯乙醚。这种化合物是无色晶体，熔点43－50 °C，沸点84 °C，并分解成氯乙醛和水。
这种半水合物可被浓硫酸脱水，生成三聚氯乙醛（2,4,6-三(氯甲基)-1,3,5-三𫫇烷）。它是无色晶体，熔点88–89 °C。
半水合物通过共沸蒸馏脱水得到的是四聚氯乙醛（2,4,6,8-四(氯甲基)-1,3,5,7-四氧杂环辛烷）。和三聚体一样，它也是无色晶体，熔点65–67 °C。
用硝酸或过氧化氢等氧化剂氧化氯乙醛可以得到氯乙酸。

## 用途
氯乙醛是有机合成原料，可以合成吡咯、呋喃、噻吩、咪唑、𫫇唑啉、噻唑啉、噻唑和吲哚。此外，氯乙醛也是生产药品、杀虫剂、杀真菌剂、消毒剂、染料、环氧树脂硬化剂和抗静电剂的原料。它也用于去除树皮。